# Sagittaria australis
Sagittaria australis là một loài thực vật có hoa trong họ Alismataceae. Loài này được (J.G.Sm.) Small miêu tả khoa học đầu tiên năm 1903.
Đây là một loài thực vật bản địa phần lớn phía đông của Hoa Kỳ, từ Louisiana đến Iowa đến bang New York đến Florida, chủ yếu là giữa New Jersey và Mississippi với các địa điểm rải rác ở những nơi khác trong phạm vi phân bố.
Đây là một loài thực vật thủy sinh, phát triển trong đầm lầy và dọc theo các bờ của hồ, ao. Loài này đôi khi được bán làm cảnh được trồng trong hồ hoặc vườn ao.